# Sabrina nell'isola delle sirene
Sabrina nell'isola delle sirene (Sabrina, Down Under) è un film per la televisione del 1999 diretto da Kenneth R. Koch, terzo ed ultimo della serie Sabrina, vita da strega. Trasmesso negli Stati Uniti il 26 settembre 1999 dal canale ABC, in Italia è andato in onda in prima visione su Italia Uno il 17 novembre 2003.
Come il precedente, il film è interpretato da due soli personaggi della serie TV originale, Sabrina Spellman (interpretata da Melissa Joan Hart) e Salem (doppiato in originale da Nick Bakay). Lindsay Sloane, interprete di un noto personaggio nella serie televisiva, nel film ricopre un altro ruolo, quello della sirena sorella di Barnaby. Tara Strong riprende invece il ruolo di Gwen, conosciuto precedentemente in Sabrina - Vacanze romane.
Poiché l'intero film è stato girato completamente in Australia, nessuna scena è ambientata sul set originale della serie televisiva.

## Trama
Sabrina si reca in Australia, insieme all'amica Gwen, per andare ad esplorare la Grande Barriera Corallina. Un giorno, durante una passeggiata in spiaggia, Sabrina e Gwen trovano in riva al mare un tritone in carne ed ossa di nome Barnaby. Insieme decidono di salvarlo e di proteggerlo facendogli un incantesimo in modo da trasformarlo in un bipede e farlo sopravvivere nel mondo degli umani. In questo modo cercano di salvare il loro habitat dal Dott. Julian Martin che, all'inizio sembra molto amico di Sabrina cercando di aiutarla, mentre in seguito si scoprirà che le sue intenzioni erano del tutto contrarie e che il suo scopo fosse quello di giungere nella colonia delle sirene ed ottenere una fama mondiale. Gwen combina i suoi soliti pasticci con la magia e incontra anche un ragazzo di nome Jerome, del quale se ne innamorerà. Durante la loro permanenza in Australia anche Salem, che era riuscito ad arrivarci nascondendosi in una valigia, si avventura frequentando una graziosa gattina della zona di nome Hilary. Alla fine Sabrina riuscirà a salvare la colonia dal Dott. Martin che alla fine decide di non abbatterla e di liberarli dopo averli catturati. Salem infine scoprirà che la gattina di cui era tanto innamorato non era altro che una strega trasformata in gatto, la quale stava per scontare la sua pena, infatti alla fine del film si ritrasforma in donna.

## Cast
- Melissa Joan Hart interpreta Sabrina Spellman, una giovane strega che decide di andare in Australia per visitare la Grande Barriera Corallina, e che incontra un biologo marino di nome Dott. Julian Marina. Scopre una colonia di sirene dove incontra un tritone di nome Barnaby, al quale dona le gambe per la sua permanenza nel mondo degli umani.
- Tara Strong interpreta Gwen, una strega britannica alla quale le magie non vanno mai nel verso giusto. Lei e Sabrina decidono di andare in vacanza insieme in Australia. Il personaggio di Gwen è stato già introdotto nel film-tv precedente, Sabrina - Vacanze romane.
- Scott Michaelson interpreta Barnaby, un tritone che si trasforma in umano per 2 giorni, grazie all'aiuto di Sabrina.
- Lindsay Sloane interpreta Fin, sorella bellissima di Barnaby che disprezza gli esseri umani.
- Nick Bakay voce di Salem, vecchio di 500 anni, condannato a 100 anni da gatto per aver tentato di conquistare il mondo. Durante le sue vacanze annuali, è sorpreso nel trovare lì anche Sabrina. Si innamora rapidamente di Hilary, che è anche un gatto, ma la loro relazione finisce quando lei sconta la sua pena e si ritrasforma in una donna. Grazie ad una foto da lui scattata, si riesce a capire chi è che inquina le acque della Barriera Corallina.
- Peter O'Brien interpreta Dr. Julian Martin, un biologo marino che passa la maggior parte del suo tempo a proteggere la barriera corallina.
- Rebecca Gibney interpreta Hilary Hexton, una strega imprigionata nel corpo di un gatto. Inizia ad innamorarsi di Salem ma decide di lasciarlo non appena si ritrasforma in donna.
- Conrad Coleby interpreta Jerome, un giovane ragazzo che attrae Gwen con il suo fascino. È carino, dolce e divertente, anche se a volte il suo linguaggio è difficile da comprendere.

## Libri
Il film è tratto dal romanzo Sabrina, Down Under, disponibile soltanto negli Stati Uniti. Il libro è scritto da Ellen Titlebaum e, a differenza dei precedenti volumi della serie, non risulta numerato.

## Differenze tra film e serie
Lindsay Sloane, che interpreta Valerie Birkhead nella serie televisiva, nel film ricopre invece il ruolo di Fin, la sospettosa sirena sorella di Barnaby. Il fatto che i due personaggi si somiglino molto non è menzionato, o apparentemente notato, da Sabrina.

## Musica
- La canzone iniziale del film, Beautiful Stranger, è cantata da Madonna.
- Durante la scena della prima immersione, Sabrina e Gwen nuotano sulle note di "Octopus's Garden" cover electro-pop cantata dalla stessa Melissa Joan Hart dei Beatles.
- Durante la scena della danza, è possibile ascoltare una versione cover del brano Livin' la vida loca di Ricky Martin.